# クラダニ
クラダニ（ボスニア語:Kladanj、クロアチア語:Kladanj、セルビア語:Кладањ）は、ボスニア・ヘルツェゴビナの町、およびそれを中心とした基礎自治体。同国を構成する2つの構成体のうちボスニア・ヘルツェゴビナ連邦のトゥズラ県に属する。

## 人口

### 1971年
合計: 14.015人
- ムスリム人 - 9.300人 (66,35%)
- セルビア人 - 4.487人 (32,01%)
- クロアチア人 - 66人 (0,47%)
- ユーゴスラビア人 - 63人 (0,44%)
- その他 - 99人 (0,73%)

### 1991年
合計: 16.070人
- ムスリム人 - 11.621人 (72,31%)
- セルビア人 - 3.952人 (24,59%)
- クロアチア人 - 36人 (0,22%)
- ユーゴスラビア人 - 277人 (1,72%)
- その他 - 184人 (1,16%)

### 2005年
2005年、人口の99%はボシュニャク人（ムスリム人）であった。

## 地理
この地域の面積はおよそ325平方キロメートルであった。クラダニの町は標高570メートルにある。

## 経済
木材製造会社「Sokolina」は、自治体でもっとも経済規模の大きい企業である。
座標: 北緯44度14分 東経18度41分 / 北緯44.233度 東経18.683度